# Форшоу, Адам
А́дам Джон Фо́ршоу (англ. Adam John Forshaw; род. 8 октября 1991, Ливерпуль) — английский футболист. Выступает на позиции центрального полузащитника в клубе «Блэкберн Роверс».
Форшоу начал свою карьеру в академии «Эвертона», выступающего в Премьер-лиге, но стал известен в «Брентфорде», где в 2013—2014 годах стал лучшим игроком Лиги 1.

## Клубная карьера

### «Эвертон»
Форшоу поступил в академию «Эвертона» в возрасте семи лет. Перед началом сезона 2008/09 ему предложили место стипендиата, и вскоре он дебютировал за команду U18. Ближе к концу сезона 2008/09, из-за большого количества травм в резервной команде, Форшоу был переведён в состав отряда развития «Ирисок», где впервые сыграл 29 марта 2009 года против «Уиган Атлетик», проведя на поле полные 90 минут, а встреча завершилась победой молодёжки «Эвертона» 2:0. 17 декабря 2009 года Форшоу дебютировал за первую команду «Эвертона» Дэвида Мойеса в матче группового этапа Лиги Европы против белорусского БАТЭ, в котором полузащитник отыграл все 90 минут. Форшоу еще дважды выходил на замену в сезоне 2009/10, а также признавался лучшим игроком дубля.
Форшоу дебютировал в Премьер-лиге, выйдя на замену на 82-й минуте в матче против «Вулверхэмптон Уондерерс» 9 апреля 2011 года, и ещё в трёх матчах чемпионата в конце сезона 2010—2011. В июне 2011 года Форшоу подписал контракт на один год и в сезоне 2011—2012 дважды попадал в заявку первой команды на игру, но оба раза не выходил на поле. Под конец кампании он провёл месяц в аренде и снова был признан лучшим игроком резервной команды. Форшоу не был предложен новый контракт, и в мае 2012 года он покинул клуб.

### «Брентфорд»

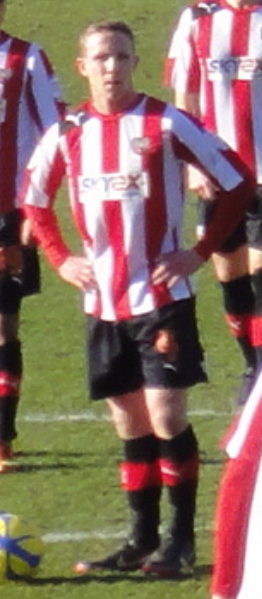
Форшоу в составе Брентфорда готовится пробить штрафной в январе 2013 года.

24 февраля 2012 года Форшоу перешёл в клуб «Брентфорд» из Лиги Один на правах месячной аренды. Он дебютировал на следующий день, выйдя на замену Сэму Сондерсу на 69-й минуте в матче со «Сканторп Юнайтед», завершившемся со счётом 0:0. Форшоу провёл семь матчей и вернулся в «Эвертон» после того, как получил перелом челюсти 24 марта в победной игре с «Рочдейлом» 2:0.
В мае 2012 года Форшоу перешел в «Брентфорд» на постоянной основе, подписав двухлетний контракт. 22 сентября 2012 года он забил первый гол на профессиональном уровне в матче против «Олдем Атлетик» (1:0). Форшоу получил первую красную карточку в своей карьере 26 февраля 2013 года, когда «Брентфорд» одержал победу в чемпионате со счетом 2:1 над «Кроли Таун». «Брентфорд» упустил шанс на автоматическое повышение в Чемпионшип после поражения от «Донкастер Роверс» со счетом 1:0. Форшоу забил победный пенальти в серии послематчевых пенальти в полуфинале плей-офф против «Суиндон Таун», отправив «Пчёл» в финал. Форшоу сыграл в финале против «Йовил Таун» на стадионе «Уэмбли», но поражение со счётом 2:1 оставило «Брентфорд» в Лиге Один ещё на один сезон. В сезоне 2012—2013 Форшоу сыграл 53 матча и забил три гола.
27 июня 2013 года Форшоу подписал новый трёхлетний контракт и 10 августа забил свой первый гол в сезоне 2013/14 в матче против «Шеффилд Юнайтед», который закончился со счётом 3:1. Из-за травмы Кевина О’Коннора, который обычно исполнял пенальти, Форшоу взял на себя эту роль и 21 декабря забил свой третий пенальти в сезоне (пятый гол в целом) в выездном матче против «Престон Норт Энд», завершившемся со счётом 3:0. Серия из 24 матчей подряд в старте в рамках чемпионата для Форшоу прервалась, когда 11 января 2014 года Адам не попал в состав на матч с «Порт Вейл» на «Гриффин Парк» из-за травмы икроножной мышцы. 16 марта Форшоу был признан лучшим игроком Лиги Один в 2014 году. Форшоу был удалён с поля во второй раз в своей карьере 12 апреля в матче против «Суиндон Таун», который закончился поражением со счётом 1:0. 18 апреля из-за дисквалификации полузащитник не участвовал во встрече с «Престон Норт Энд», но «Пчёлы» всё же сумели победить 1:0. Его последнее появление в сезоне состоялось 21 апреля в матче против «Милтон-Кинс Донс», игра завершилась со счётом 2:2, а на следующий день Форшоу перенёс операцию по исправлению давней проблемы с лодыжкой. В сезоне 2013/14 Форшоу провел 40 матчей и забил восемь голов. Он попал в символическую сборную по версии ПФА в Лиге Один и в символическую сборную по версии Лиги Один.
После того, как Форшоу пропустил первый предсезонный товарищеский матч сезона 2014/15 в июле 2014 года, менеджер Марк Уорбертон заявил, что Форшоу будет доступен для участия в финальных предсезонных играх. В начале августа Форшоу попросили не появляться на тренировочной базе клуба после того, как от соперников по Чемпионшипу «Уиган Атлетик», которым руководил бывший тренер «Брентфорда» Уве Рёслер, поступили две «совершенно неприемлемые» заявки на трансфер игрока. После того, как Форшоу пропустил несколько матчей регулярного сезона из-за растяжения подколенного сухожилия, 25 августа было объявлено, что «Уиган Атлетик» согласился с ценой, которую «Брентфорд» назначил за Форшоу, и полузащитник получил разрешение свободно вести переговоры с «Латтикс». Форшоу покинул клуб 1 сентября, за два сезона в клубе сыграв 100 матчей и забил 11 голов.

### «Уиган Атлетик»
1 сентября 2014 года Форшоу перешёл в «Уиган Атлетик» по четырёхлетнему контракту за неназванную сумму, предположительно «Латтикс» заплатили за него около 2,5 миллионов фунтов стерлингов. Этот переход воссоединил его с бывшим тренером «Брентфорда» Уве Рёслером, но переход оказался неудачным: Рёслера уволили в ноябре 2014 года, и после 17 матчей и одного гола Форшоу покинул стадион «Ди-дабл-ю» 28 января 2015 года.

### «Мидлсбро»
28 января 2015 года Форшоу присоединился к другому клубу Чемпионшипа «Мидлсбро», подписав контракт на 3+1/2 года за нераскрытую сумму, которая, как полагают, составила 2 миллиона фунтов стерлингов. В оставшейся части сезона 2014/15 он провел 20 матчей и потерпел еще одно поражение в финале плей-офф против «Норвич Сити» со счетом 2:0, где провёл всю игру на скамейке запасных.
Форшоу провёл 34 матча и забил два гола в успешном сезоне 2015—2016, в котором «Мидлсбро» обеспечил себе автоматическое повышение в Премьер-лигу, заняв второе место. В августе 2016 года он подписал новый четырёхлетний контракт, а в ноябре стало известно, что тренер сборной Англии Гарет Саутгейт просматривал его в качестве кандидата в национальную команду. Адам сыграл 35 матчей в неудачном сезоне 2016—2017, по итогам которого «Боро» вылетел обратно в Чемпионшип.
Форшоу провёл 14 матчей в первой половине сезона 2017/18, прежде чем покинуть клуб в январе 2018 года. За три года на «Риверсайде» Форшоу провёл в общей сложности 79 матчей и забил два гола.

### «Лидс Юнайтед»
18 января 2018 года Форшоу перешёл в клуб Чемпионшипа «Лидс Юнайтед» за 4,5 миллиона фунтов стерлингов и подписал контракт на четыре с половиной года.
Форшоу дебютировал в «Лидсе» 30 января 2018 года в матче против «Халл Сити», завершившемся со счётом 0:0. 24 февраля Форшоу пропустил матч «Лидса» против «Брентфорда», в котором «Лидс» одержал победу со счётом 1:0, так как у его жены начались роды. 17 марта во встрече с «Шеффилд Уэнсдей» он усугубил предыдущую травму икроножной мышцы, что ограничило его количество выступлений до конца сезона.
Во время предсезонной подготовки в 2018 году Форшоу получил травму пальца ноги, которая, как сообщалось 3 августа, потребовала хирургического вмешательства и вывела его из строя на срок до восьми недель. Он вернулся после травмы 15 сентября, выйдя на замену в матче против «Миллуолла», завершившемся со счётом 1:1.
11 января 2019 года Форшоу получил похвалу за свою игру на новой позиции опорного полузащитника в матче против «Дерби Каунти», который закончился со счётом 2:0. Журналист Yorkshire Evening Post Фил Хэй назвал его игру "возможно, лучшей за «Лидс».
В сезоне 2018/19 Форшоу сыграл 32 матча во всех турнирах после того, как «Лидс» завершил регулярный сезон на третьем месте. «Лидс» вышел в плей-офф, и Форшоу попал в стартовый состав «Павлинов» в полуфинальном матче плей-офф против «Дерби Каунти», занявшего шестое место, но был заменён на Джейми Шеклтона после травмы в первом тайме, а его команда одержала победу со счётом 1:0 на «Прайд Парк». Однако «Лидс» не смог выйти в финал, проиграв по сумме двух матчей со счётом 4:3. Из-за травмы Форшоу «Лидс» проиграл «Дерби» в ответной встрече со счётом 4:2 на «Элланд Роуд», таким образом «Дерби» вышел в финал, где встретился с «Астон Виллой». Адам был в центре внимания в документальном фильме «Take Us Home», посвящённом сезону «Лидса» 2018—2019 годов, который вышел на «Amazon Prime» в августе 2019 года.
8 августа 2019 года стало известно, что «Лидс» отклонил предложения по Форшоу во время трансферного окна 2019 года, чтобы сохранить его в клубе.
Форшоу уверенно начал сезон 2019/20 в центре полузащиты вместе с Матеушем Клихом и Калвином Филлипсом, но после семи игр получил травму бедра. Сначала травма была признана незначительной, но 4 января 2020 года, после 16 недель отсутствия, главный тренер Марсело Бьелса сказал, что Форшоу всё ещё пытается восстановиться после повреждения. В феврале Форшоу отправили в клинику Стедмана в Колорадо, США, на операцию, и он выбыл до конца сезона.
После того как в марте 2020 года сезон в английском профессиональном футболе был приостановлен из-за влияния пандемии COVID-19 на футбол, сезон возобновился в июне, и Форшоу вместе с «Лидсом» вышел в Премьер-лигу, а в июле после успешного возобновления сезона стал победителем Чемпионшипа в сезоне 2019/20.
К январю 2021 года Форшоу пропустил больше матчей за «Лидс» из-за травм, чем сыграл, и на пресс-конференции 25 января Бьелса заявил: «Форшоу — профессионал, который очень заботится о своём здоровье, поэтому я думаю, что как только его проблемы со здоровьем решатся, он сможет очень быстро вернуться в строй».
16 апреля 2021 года Форшоу вернулся в строй, отыграв 82 минуты в матче «Лидс Юнайтед U23» против «Астон Виллы U23», хотя и получил небольшую травму подколенного сухожилия, из-за которой выбыл на некоторое время.
24 августа 2021 года после успешной предсезонной подготовки Форшоу впервые за почти два года вышел в стартовом составе основной команды «Лидс Юнайтед» в официальном матче, отыграв первый час игры Кубка лиги против «Кру Александра». Форшоу сыграл свой первый матч в сезоне 2021/22 против «Саутгемптона» в октябре, выйдя на замену Родриго на 64-й минуте. 7 ноября Форшоу вышел в стартовом составе «Лидса» в матче против «Лестер Сити», впервые за более чем четыре года сыграв в Премьер-лиге. В январе 2022 года Форшоу продлил контракт с «Лидсом» до конца сезона 2022—2023 с возможностью продления ещё на 12 месяцев. 13 июня 2023 года «Лидс Юнайтед» объявил, что контракт Форшоу не будет продлён в конце сезона 2022—2023.

### «Норвич Сити»
26 августа 2023 года «Норвич Сити» подписал Форшоу на правах свободного агента. Он впервые вышел на замену в составе «Канареек» три дня спустя в матче Кубка лиги, следующие несколько других матчей он также появлялся на поле со скамейки запасных, как в Чемпионшипе, так и в Кубке лиги, а 4 октября 2023 года вышел в стартовом составе в матче Чемпионшипа против «Суонси Сити».

### «Плимут Аргайл»
19 января 2024 года Форшоу перешёл в клуб Чемпионшипа «Плимут Аргайл» на правах свободного агента после расторжения контракта с «Норвич Сити». Он впервые вышел на поле в составе «Пилигримов» 20 января 2024 года в матче против «Кардифф Сити» на «Хоум Парк», встреча завершилась со счётом 3:1 в пользу нового клуба Адама Форшоу.

### «Блэкберн Роверс»
11 января 2025 года Форшоу перешёл в «Блэкберн Роверс» на правах краткосрочного контракта, расчитанного до конца сезона, расторгнув свой договор с «Аргайлом». 15 февраля 2025 года Форшоу забил свой первый гол за «Блэкберн» и свой первый гол за девять лет в победном матче над «Плимут Аргайл» со счётом 2:0. 19 мая 2025 года клуб поместил Форшоу в список игроков, с которыми контракт продлен не будет, но ровно через месяц 19 июня 2025 года объявил о новой однолетней сделке с полузащитником.

## Статистика выступлений

### Клубная
| Выступление      | Выступление      | Выступление      | Лига | Лига | Кубок | Кубок | Кубок лиги | Кубок лиги | Еврокубки | Еврокубки | Прочие | Прочие | Итого | Итого |
| Клуб             | Лига             | Сезон            | Игры | Голы | Игры  | Голы  | Игры       | Голы       | Игры      | Голы      | Игры   | Голы   | Игры  | Голы  |
| ---------------- | ---------------- | ---------------- | ---- | ---- | ----- | ----- | ---------- | ---------- | --------- | --------- | ------ | ------ | ----- | ----- |
| Эвертон          | Премьер-лига     | 2009/10          | 0    | 0    | 0     | 0     | 0          | 0          | 1         | 0         | 0      | 0      | 1     | 0     |
| Эвертон          | Премьер-лига     | 2010/11          | 1    | 0    | 0     | 0     | 0          | 0          | 0         | 0         | 0      | 0      | 1     | 0     |
| Эвертон          | Премьер-лига     | 2011/12          | 0    | 0    | 0     | 0     | 0          | 0          | 0         | 0         | 0      | 0      | 0     | 0     |
| Эвертон          | Итого            | Итого            | 1    | 0    | 0     | 0     | 0          | 0          | 1         | 0         | 0      | 0      | 2     | 0     |
| → Брентфорд      | Лига 1           | 2011/12          | 7    | 0    | 0     | 0     | 0          | 0          | 0         | 0         | 0      | 0      | 7     | 0     |
| → Брентфорд      | Итого            | Итого            | 7    | 0    | 0     | 0     | 0          | 0          | 0         | 0         | 0      | 0      | 7     | 0     |
| Брентфорд        | Лига 1           | 2012/13          | 43   | 3    | 6     | 0     | 1          | 0          | 0         | 0         | 3      | 0      | 53    | 3     |
| Брентфорд        | Лига 1           | 2013/14          | 39   | 8    | 1     | 0     | 0          | 0          | 0         | 0         | 0      | 0      | 40    | 8     |
| Брентфорд        | Итого            | Итого            | 82   | 11   | 7     | 0     | 1          | 0          | 0         | 0         | 3      | 0      | 93    | 11    |
| Уиган Атлетик    | Чемпионшип       | 2014/15          | 16   | 1    | 1     | 0     | 0          | 0          | 0         | 0         | 0      | 0      | 17    | 1     |
| Уиган Атлетик    | Итого            | Итого            | 16   | 1    | 1     | 0     | 0          | 0          | 0         | 0         | 0      | 0      | 17    | 1     |
| Мидлсбро         | Чемпионшип       | 2014/15          | 18   | 0    | 0     | 0     | 0          | 0          | 0         | 0         | 2      | 0      | 20    | 0     |
| Мидлсбро         | Чемпионшип       | 2015/16          | 29   | 2    | 1     | 0     | 4          | 0          | 0         | 0         | 0      | 0      | 34    | 2     |
| Мидлсбро         | Премьер-лига     | 2016/17          | 34   | 0    | 0     | 0     | 1          | 0          | 0         | 0         | 0      | 0      | 35    | 0     |
| Мидлсбро         | Чемпионшип       | 2017/18          | 11   | 0    | 0     | 0     | 3          | 0          | 0         | 0         | 0      | 0      | 14    | 0     |
| Мидлсбро         | Итого            | Итого            | 92   | 2    | 1     | 0     | 8          | 0          | 0         | 0         | 2      | 0      | 103   | 2     |
| Лидс Юнайтед     | Чемпионшип       | 2017/18          | 12   | 0    | 0     | 0     | 0          | 0          | 0         | 0         | 0      | 0      | 12    | 0     |
| Лидс Юнайтед     | Чемпионшип       | 2018/19          | 30   | 0    | 1     | 0     | 0          | 0          | 0         | 0         | 1      | 0      | 32    | 0     |
| Лидс Юнайтед     | Чемпионшип       | 2019/20          | 7    | 0    | 0     | 0     | 1          | 0          | 0         | 0         | 0      | 0      | 8     | 0     |
| Лидс Юнайтед     | Премьер-лига     | 2020/21          | 0    | 0    | 0     | 0     | 0          | 0          | 0         | 0         | 0      | 0      | 0     | 0     |
| Лидс Юнайтед     | Премьер-лига     | 2021/22          | 22   | 0    | 1     | 0     | 3          | 0          | 0         | 0         | 0      | 0      | 26    | 0     |
| Лидс Юнайтед     | Премьер-лига     | 2022/23          | 12   | 0    | 0     | 0     | 1          | 0          | 0         | 0         | 0      | 0      | 13    | 0     |
| Лидс Юнайтед     | Итого            | Итого            | 83   | 0    | 2     | 0     | 5          | 0          | 0         | 0         | 1      | 0      | 91    | 0     |
| Норвич Сити      | Чемпионшип       | 2023/24          | 6    | 0    | 0     | 0     | 2          | 0          | 0         | 0         | 0      | 0      | 8     | 0     |
| Норвич Сити      | Итого            | Итого            | 6    | 0    | 0     | 0     | 2          | 0          | 0         | 0         | 0      | 0      | 8     | 0     |
| Плимут Аргайл    | Чемпионшип       | 2023/24          | 13   | 0    | 0     | 0     | 0          | 0          | 0         | 0         | 0      | 0      | 13    | 0     |
| Плимут Аргайл    | Чемпионшип       | 2024/25          | 16   | 0    | 0     | 0     | 1          | 0          | 0         | 0         | 0      | 0      | 17    | 0     |
| Плимут Аргайл    | Итого            | Итого            | 29   | 0    | 0     | 0     | 1          | 0          | 0         | 0         | 0      | 0      | 30    | 0     |
| Блэкберн Роверс  | Чемпионшип       | 2024/25          | 16   | 1    | 1     | 0     | 0          | 0          | 0         | 0         | 0      | 0      | 17    | 1     |
| Блэкберн Роверс  | Итого            | Итого            | 16   | 1    | 1     | 0     | 0          | 0          | 0         | 0         | 0      | 0      | 17    | 1     |
| Всего за карьеру | Всего за карьеру | Всего за карьеру | 332  | 15   | 14    | 0     | 17         | 0          | 7         | 0         | 0      | 0      | 370   | 15    |

## Достижения

### Командные
«Брентфорд»
- Серебряный призёр Лиги 1 Футбольной лиги Англии: 2015/16

«Мидлсбро»
- Серебряный призёр Чемпионшипа Футбольной лиги Англии: 2015/16

«Лидс Юнайтед»
- Победитель Чемпионшипа Английской футбольной лиги: 2019/20

### Личные
- Команда года по версии ПФА в Лиге 1: 2013/14
- Команда года по версии Лиги 1: 2013/14
- Игрок года Лиги 1: 2013/14